# Doves
Doves är ett rockband från Cheshire, England. Bandet är främst kända för sitt stora, episka ljud, och har blivit jämförd med Radiohead tillsammans med klassiska Manchesterband som The Stone Roses, New Order och The Smiths och experimentella som Talk Talk och Sigur Rós.
De tre medlemmarna är Jez Williams (gitarr, sång), Andy Williams (trummor, sång) och Jimi Goodwin (basgitarr, gitarr, sång).

## Historia

### Tidig karriär som Sub Sub (1991–1996)
Huvudartikel: Sub Sub
De tre medlemmarna träffades i skolan i Wilmslow vid femton års ålder. De grundade en Madchesterinfluerad dansmusikgrupp kallad Sub Sub, som hade sin främsta storhetstid under början av 1990-talet, med hitsingeln "Ain't No Love (Ain't No Use)", men trion började så småningom rikta sig mer mot rockmusiken. Detta resulterade i en kraftig brand i bandets studio år 1996.

### Doves (1998–)
Efter branden omgrupperades gruppen, bytte sitt namn till Doves och släppte tre EP år 1998 och 1999, vilket skapade gruppens nya ljud vilket mötte varm kritisk respons.
Debutalbumet Lost Souls från år 2000 fick god respons och nominerades till Mercury Music Prize. Efterföljaren blev albumet The Last Broadcast som släpptes två år senare. Albumet nådde #1 i den brittiska albumlistan och även den blev nominerad till Mercury Music Prize. Skivan innehöll singlar som "There Goes the Fear" som nådde #3 på brittiska singellistan. År 2003 släppte gruppen ett b-sidealbum, Lost Sides och en dvd kallad Where We're Calling From, som spelades in under en konsert i Cornwall.
Det tredje studioalbumet, Some Cities, släpptes i februari 2005, och gick rakt in på #1 på brittiska albumlistan. Under en promotionkonsert fick de hjälp av I Am Kloot.
Bandets fjärde album, Kingdom of Rust, släpptes i april 2009. Albumet spelades in på en bondgård i Cheshire, England.

## Diskografi

### Studioalbum
- Lost Souls (2000)
- The Last Broadcast (2002)
- Lost Sides (2003) (b-sidealbum)
- Some Cities (2005)
- Kingdom of Rust (2009)

### EP
- Cedar EP (1998)
- Sea EP (1999)
- Here It Comes (1999)
- Live at Eden (2005)

### Dvd
- Where We're Calling From (2003)